# Ефект на Болдуин
Ефектът на Болдуин или още еволюция на Болдуин е теория на американския психолог и философ Джеймс Болдуин, която разглежда съотношението между вроденото (инстинктивно) поведение и способността за обучение. За разлика от Ламарк, Болдуин предлага механизъм, съгласно който епигенетичните фактори влияят на формирането на генома не по-малко ефективно, отколкото действието на естествения отбор. В частност поведенческите решения и стереотипи, приемани от хората и предаващи се от поколение на поколение във вид на културни практики и традиции, следва да се разглеждат като по-важни фактори, формиращи човешкия геном.
Например ако в едно общество се засили практиката на забрана на кръвосмешението, то се намалява действието на естествения отбор в направление към отслабване на гените, способстващи кръвосмешението. След няколко поколения, неподложени на действието на съответните фактори на естествения отбор, указаните гени се изменят или променят своята функция само ако не са много силно фиксирани в генома.